# Chrysler
Chrysler, (oficial FCA US LLC) este o companie producătoare de automobile din Statele Unite, cu sediul în Auburn Hills, Michigan. Chrysler Corporation a fost fondată în 1925 de către Walter Chrysler de la rămășițele companiei Maxwell Motor Company. În 1998, a fost achiziționată de Daimler-Benz, iar holdingul a fost redenumit DaimlerChrysler. După ce Daimler a cesionat Chrysler în 2007, compania a existat ca Chrysler LLC (2007-2009) și Chrysler Group LLC (2009-2014) înainte de a fuziona în 2014 cu Fiat S.p.A. și a devenit o filială a succesorului său Fiat Chrysler Automobiles. În plus față de marca Chrysler, FCA vinde vehicule în întreaga lume sub numele de Dodge, Jeep și Ram. În plus, filiala include Mopar, divizia de piese și accesorii auto, și SRT, divizia sa de automobile performantă. 
Dupa infiintarea companiei, Walter Chrysler a folosit strategia de diversificare si ierarhizare a brandului General Motors pe care a vazut-o pentru Buick si a achizitionat Fargo Trucks si Dodge Brothers si a creat brandurile Plymouth si DeSoto in 1928. Confruntându-se cu declinurile post-război a cotei de piață, a productivității și a profitabilității, deoarece GM și Ford erau în creștere, Chrysler a împrumutat 250 milioane USD în 1954 de la Prudential Insurance pentru a plăti pentru expansiune și pentru modelele de autovehicule actualizate.